# Opération Sirli
L'opération Sirli est une opération militaire française menée en Égypte par la direction du Renseignement militaire (DRM). Elle implique un détachement de quatre militaires français et six salariés de l'entreprise CAE Aviation, basés à Marsa Matruh, dont la mission, qui s'inscrit dans la lutte antiterroriste, est de surveiller le désert occidental égyptien pour y détecter d’éventuelles menaces terroristes venues de Libye et de transmettre les renseignements recueillis aux militaires égyptiens.
En pratique, le média d'investigation Disclose révèle en 2021, à partir de documents secret défense, que de nombreuses cibles repérées sont civiles (essentiellement des contrebandiers) et qu'elles sont abattues par l'armée égyptienne, dont la priorité est la lutte contre la contrebande, après leur signalement par l'équipage de l'opération Sirli. Les journalistes relatent que de nombreuses alertes ont été émises, entre 2016 et 2019 par les militaires sur place, puis par la direction de la DRM, le ministère de l'Europe et des Affaires étrangères et l'armée de l'Air, quant au dévoiement de l'opération à des fins de ciblage et d'élimination de pick-up de contrebandiers.

## Contexte
L'opération Sirli s'inscrit dans le contexte de la coopération stratégique entre la France et l'Égypte sous la présidence d'Abdel Fattah al-Sissi à partir de 2014, qui se traduit notamment par d'importantes ventes d'armements français à l'Égypte, négociées par le ministre français de la Défense Jean-Yves Le Drian,.

## Déroulement

### Mise en place
L'opération est lancée en février 2016 dans le cadre de la lutte antiterroriste,.
Elle consiste en un détachement, baptisé ELT 16 pour « Équipe de liaison technique 16 », composé de quatre militaires français et de six civils (anciens militaires) de l'entreprise luxembourgeoise CAE Aviation (deux pilotes et quatre analystes), qui fournit l'avion léger de surveillance et de reconnaissance (ALSR) — l'armée française en est alors dépourvue —, un Merlin III (remplacé en 2017 par un Cessna 208 Caravan). Les dix hommes sont installés dans la base militaire égyptienne de Marsa Matruh.
Leur mission est de survoler, à haute altitude, le désert occidental égyptien afin de repérer d'éventuelles activités de groupes terroristes venus de la Libye frontalière, de collecter des renseignements (images, interceptions sonores, coordonnées géographiques, etc.) et de les transmettre, notamment leur localisation, aux militaires égyptiens.

### Ciblage de civils
Comme le révèle ultérieurement Disclose, un média d'investigation français, les militaires français de la direction du Renseignement militaire (DRM) analysent dès les premiers mois de l'opération un décalage entre ses objectifs affichés et ceux réellement poursuivis. Les missions de renseignement aérien sont strictement limitées au désert égyptien occidental, qui compte très peu de groupes armés, à l'inverse du Sinaï ou du territoire libyen ; la partie égyptienne apparaît bien plus intéressée par la traque de contrebandiers (souvent de jeunes Égyptiens, qui transportent armes, drogues, tabac, carburant, denrées alimentaires, etc.), nombreux à effectuer le trajet en pick-up depuis la frontière libyenne. Plus encore, dès 2016, il apparaît que l'armée de l'air égyptienne utilise les données de localisation fournies par la France pour cibler et éliminer les pick-ups de simples trafiquants, ce qui s'apparente à des exécutions arbitraires. Disclose recense, à partir de documents secret défense, dix-neuf frappes contre des civils entre 2016 et 2018. L'officier de liaison de la DRM de l'ELT 16 relate dans plusieurs notes la crainte de l'usage des informations de l'ELT 16 à des fins de ciblage ainsi que la priorité donnée à la lutte contre la contrebande.
De 2017 à 2018, plusieurs notes confidentiel défense indiquent que la DRM et l'armée de l'air française s'inquiètent du dévoiement de l'opération Sirli ; en 2019, des notes adressées à l'exécutif français (la ministre des Armées Florence Parly, le président Emmanuel Macron) pointent la nécessité de créer un cadre juridique (document écrit) à la coopération avec l'Égypte et de rappeler que les missions de renseignement ne doivent pas être utilisées à des fins de ciblage.

## Divulgation de l'existence de l'opération
Le 21 novembre 2021, le média d'investigation Disclose révèle l'existence de l'opération, jusqu'alors secrète. Une source lui a divulgué plusieurs centaines de documents classés « confidentiel défense », issus des services de l’Élysée, du ministère des Armées, mais également de la direction du Renseignement militaire. Les fonds finançant l'opération Sirli sont prélevés sur le budget de l'opération Barkhane.
En décembre 2021, le ministre des Affaires étrangères Jean-Yves Le Drian (ministre de la Défense lors de la mise en place de l'opération), interrogé par la Commission des Affaires étrangères, de la Défense et des Forces armées du Sénat, affirme que « le processus d’échange des données est construit de telle manière que ces données ne peuvent servir à guider des frappes ».
Les autorités françaises refusent de répondre aux journalistes, invoquant le secret défense. Elles déposent plainte pour violation du secret de la Défense nationale. Le 19 septembre 2023, une journaliste de Disclose, Ariane Lavrilleux, est placée en garde à vue par la direction générale de la Sécurité intérieure et voit son domicile perquisitionné pour « compromission du secret de la défense nationale et révélation d’information pouvant conduire à identifier un agent protégé » ; l'ONG Reporters sans frontières, le CPJ et Amnesty international condamnent ces procédures et s'inquiètent d'une atteinte à la liberté de la presse et au secret des sources. Le même jour, un ancien militaire, suspecté d'avoir donné des informations aux journalistes, est mis en examen et placé sous contrôle judiciaire.